# Faro de Botafoc
El faro de Botafoc (en español) o far des Botafoc (en catalán), es un faro situado en el islote de Botafoc, en el lado norte de la entrada al puerto de Ibiza, Islas Baleares, España.

## Historia
Parece ser que antiguamente se encendían fuegos en la cima del islote para poder orientar a los navegantes, de ahí el nombre del islote, Botafoc puede traducirse como Sale-fuego, que justifica esta interpretación.
El 18 de octubre de 1859 comenzaron las obras adjudicadas al contratista Andrés Roses. Fue inaugurado el 30 de noviembre de 1861 con una óptica de 6º orden y luz fija blanca. Tiene la particularidad de ser uno de los pocos faros que, desde el primer momento, dispusieron las viviendas de los torreros en dos plantas, debido a la escasez de espacio disponible para la construcción. 
En 1910 se sustituyó la primitiva linterna de cristales planos y planta octogonal por otra de cristales curvos y montantes verticales. También se colocó una nueva óptica de 4º orden BBT de luz fija con pantallas para producir una apariencia luminosa de ocultaciones cada 20 segundos. Fue uno de los primeros faros que se electrificaron, cosa que ocurrió en 1918 junto con los faros de Punta de Sa Creu, Ciudadela y Mahón.

## Características
El faro luz blanca o roja, en función de los sectores de visibilidad, que se oculta durante 2 segundos  en un ciclo total de 7 segundos. La visibilidad de este faro está limitada a los sectores, Blanca: desde 251° a 034°, Roja: desde 034º a 045°, señalando los islotes Malvins y Esponja; y Blanca: desde 045º a 242°. Está oscurecido desde 242º a 273°. Su alcance nominal nocturno para ambos tipos de luz es de 14 millas náuticas. También tiene instalada un sirena que emite señales sonoras de 2 segundos en un intervalo total de 10 segundos.